# La Reine des mouches
La Reine des mouches est le quatrième album de la série Georges et Louis romanciers par Daniel Goossens. Il est prépublié pour la première fois dans le magazine Fluide glacial en 2001.

## Synopsis
Georges et Louis sont deux romanciers qui travaillent dans le même bureau où Madame Labichette est leur femme de ménage. Louis est très anxieux et pense qu'il se passe quelque chose d'anormal avec les mouches.

## Scènes
L'album est divisé en plusieurs petits chapitres.
- La visitation
- Les fourmis
- Les rois du calembour
- Cap sur l'asile
- Le grand cataclysme
- Georges et Louis (1)
- La grotte aux soupirs
- La reine des mouches
- Georges et Louis (2)
- Georges et Louis (3)
- Épilogue